# MacOS Monterey
macOS Monterey, Versionsnummer 12, ist die 18. Hauptversion von Apples macOS. Das Betriebssystem wurde am 7. Juni 2021 auf der WWDC 2021 vorgestellt und ist am 25. Oktober 2021 erschienen.
Benannt ist macOS 12 nach der Monterey-Bucht nördlich von Big Sur. Die Bucht reicht von der Küstenstadt Monterey am Südende bis nach Santa Cruz im Norden. Der Nachfolger, Ventura mit der Versionsnummer 13, erschien am 24. Oktober 2022. 

## Änderungen
Im Vergleich zum Vorgänger Big Sur hat die Anwendung Kurzbefehle die bisher verwendete Automator-Anwendung ersetzt. Letztere ist weiterhin Teil des Systems, sie ist aber abgekündigt.
Die iOS-Anwendung TestFlight für das Testen von Apps mit Beta-Status ist erstmals auch für den Mac verfügbar.
In macOS Monterey setzt Apple den bereits 2019 angekündigten Wegfall diverser Unix-typischer Skriptsprachen um. In der ersten Beta-Veröffentlichung für Entwickler fiel auf, dass die für dynamische Webseiten und Webanwendungen verwendete Skriptsprache PHP fehlte (siehe auch: Abschnitt Programme anderer Betriebssysteme in macOS im Artikel macOS).
Der überarbeitete Webbrowser Safari passt seine Fenster-Titelleiste farblich der aufgerufenen Webseite an, wenn dies in den Einstellungen aktiviert ist. Außerdem wurde eine Funktion zur Gruppierung von Tabs hinzugefügt; diese Gruppen können zwischen allen Apple-Geräten eines Benutzers geteilt werden.
Die neue Funktion Universelle Steuerung ermöglicht es, Peripheriegeräte wie Maus, Trackpad oder Tastatur auf bis zu drei Macs und iPads zu nutzen. Diese Funktion ist seit Version 12.3 standardmäßig nutzbar.
Die bisher vorhandene Funktion Nicht stören, die das Anzeigen von Benachrichtigungen zu festgelegten Zeiten unterbindet, wird durch die bereits unter in watchOS 8, iOS 15 und iPadOS 15 veröffentlichte Funktion Fokus ersetzt, die mehr Einstellungsmöglichkeiten bietet; außerdem kann der Fokus zwischen mehreren Geräten synchronisiert werden.

### Grammatical Gender Agreement
Das System nutzt jetzt in der deutschsprachigen Version – wie schon seit iOS 15 beim iPhone bzw. iPadOS 15 beim iPad – den Gender-Doppelpunkt als Mittel genderinklusiver Sprache (Abonennt:innen, Bewohner:innen, Freund:innen). Statt zum Gendern umfangreiche Wörterlisten zu verwalten, ist im Betriebssystem ein Grammatical Gender Agreement eingebaut (Vereinbarung zum grammatischen Geschlecht). Diese Art der Darstellung ist aber nicht einstellbar.

## Hardwarevoraussetzungen
Laut Hersteller kann macOS Monterey auf folgenden Geräten installiert werden:
- iMac Ende 2015 und neuer,
- iMac Pro 2017,
- Mac mini Ende 2014 und neuer,
- Mac Pro Ende 2013 und neuer,
- Mac Studio 2022,
- MacBook (Retina) 2016 und neuer,
- MacBook Air Anfang 2015 und neuer und
- MacBook Pro Anfang 2015 und neuer.

## Versionsgeschichte
| macOS-Version | Build   | Darwin-Version | Erscheinungsdatum  | Anmerkung |
| --- | ------- | -------------- | ------------------ | --- |
| 12 | 21A344  | 21.0.1         | 25. Oktober 2021   | Erste Veröffentlichung                                                                                                 |
| 12.0.1 | 21A559  | 21.1.0         | 25. Oktober 2021   | 69 Sicherheitsprobleme (CVE) behoben. Davon u. a. 7 kritische WebKit-Sicherheitsprobleme beseitigt.                    |
| 12.1 | 21C52   | 21.2.0         | 13. Dezember 2021  | 53 Sicherheitsprobleme (CVE) behoben. Davon u. a. 8 kritische WebKit-Sicherheitsprobleme beseitigt.                    |
| 12.2 | 21D49   | 21.3.0         | 26. Januar 2022    | 14 Sicherheitsprobleme (CVE) behoben. Davon u. a. 6 kritische WebKit-Sicherheitsprobleme beseitigt.                    |
| 12.2.1 | 21D62   | 21.3.0         | 10. Februar 2022   | Ein Sicherheitsproblem (CVE) behoben, das ausgenutzt wurde.                                                            |
| 12.3 | 21E230  | 21.4.0         | 14. März 2022      | 67 Sicherheitsprobleme (CVE) behoben. Davon u. a. 9 kritische WebKit-Sicherheitsprobleme beseitigt.                    |
| 12.3.1 | 21E258  | 21.4.0         | 31. März 2022      | Zwei Sicherheitsprobleme (CVE) behoben, die ausgenutzt wurden. Davon 1 kritisches WebKit-Sicherheitsproblem beseitigt. |
| 12.4 | 21F79   | 21.5.0         | 16. Mai 2022       | 80 Sicherheitsprobleme (CVE) behoben. Davon u. a. 25 kritische WebKit-Sicherheitsprobleme beseitigt.                   |
| 12.5 | 21G72   | 21.6.0         | 20. Juli 2022      | 56 Sicherheitsprobleme (CVE) behoben. Davon u. a. 2 kritische WebKit-Sicherheitsprobleme beseitigt.                    |
| 12.5.1 | 21G83   | 21.6.0         | 17. August 2022    | Zwei Sicherheitsprobleme (CVE) behoben, die ausgenutzt wurden. Davon 1 kritisches WebKit-Sicherheitsproblem.           |
| 12.6 | 21G115  | 21.6.0         | 12. September 2022 | 8 Sicherheitsprobleme (CVE) behoben.                                                                                   |
| 12.6.1 | 21G217  | 21.6.0         | 24. Oktober 2022   | Behebung von Sicherheitsproblemen.                                                                                     |
| 12.6.2 | 21G320  | 21.6.0         | 13. Dezember 2022  | 13 Sicherheitsprobleme (CVE) behoben.                                                                                  |
| 12.6.3 | 21G419  | 21.6.0         | 23. Januar 2023    | Behebung von Sicherheitsproblemen.                                                                                     |
| 12.6.4 | 21G526  | 21.6.0         | 27. März 2023      | 27 Sicherheitsprobleme (CVE) behoben.                                                                                  |
| 12.6.5 | 21G531  | 21.6.0         | 10. April 2023     | Ein Sicherheitsproblem, dass eine App beliebigen Code mit Kernel-Rechten auszuführen könnte, wurde behoben.            |
| 12.6.6 | 21G646  | 21.6.0         | 18. Mai 2023       | Ein Datenschutzproblem wurde durch eine verbesserte Unkenntlichmachung privater Daten in Protokolleinträgen behoben.   |
| 12.6.7 | 21G651  | 21.6.0         | 21. Juni 2023      | Ein Ganzzahlüberlauf wurde durch eine verbesserte Eingabeüberprüfung behoben.                                          |
| 12.6.8 | 21G725  | 21.6.0         | 24. Juli 2023      | Diverse Sicherheitsprobleme (CVE) behoben.                                                                             |
| 12.6.9 | 21G726  | 21.6.0         | 11. September 2023 | Ein Sicherheitsproblem (CVE) behoben, das ausgenutzt wurde.                                                            |
| 12.7 | 21G816  | 21.6.0         | 21. September 2023 | 15 Sicherheitsprobleme (CVE) behoben.                                                                                  |
| 12.7.1 | 21G920  | 21.6.0         | 25. Oktober 2023   | 11 Sicherheitsprobleme (CVE) behoben.                                                                                  |
| 12.7.2 | 21G1974 | 21.6.0         | 11. Dezember 2023  | 15 Sicherheitsprobleme (CVE) behoben.                                                                                  |
| 12.7.3 | 21H1015 | 21.6.0         | 22. Januar 2024    | 9 Sicherheitsprobleme (CVE) behoben.                                                                                   |
| 12.7.4 | 21H1123 | 21.6.0         | 7. März 2024       | 26 Sicherheitsprobleme (CVE) behoben.                                                                                  |
| 12.7.5 | 21H1222 | 21.6.0         | 13. Mai 2024       | 17 Sicherheitsprobleme (CVE) behoben.                                                                                  |
| 12.7.6 | 21H1320 | 21.6.0         | 29. Juli 2024      | 41 Sicherheitsprobleme (CVE) behoben.                                                                                  |
| Legende:Alte Version Die angegebenen kritischen WebKit-Sicherheitsprobleme haben in der Regel die folgende Auswirkung: „Die Verarbeitung von in böser Absicht erstellten Webinhalten kann zur Ausführung von willkürlichem Code führen.“ |         |                |                    | |